# さわ丸
さわ丸（さわまる、2000年〈平成12年〉3月7日 - ）は、日本のクリエイター・元プロゲーマー。

## 来歴
2019年（令和元年）
- 11月 - 荒野行動2周年記念感謝祭で開催された実況者コンテストである「荒野の光—Re:Start!」にて動画再生数No.1に入賞[1][2][3][4][5][6]。
- 12月 - 株式会社ブルーオーシャンが運営するインフルエンサー事務所であるBuberに所属[7]。

2020年（令和2年）
- 8月 - チャンネル登録者10万人を達成[8]。
- 11月 - 株式会社タイムチケットが運営する、eSportStars （いぽすた）と契約[9][10][11]。

2022年（令和4年）
- 1月 - INVERSE E-SPORTS TEAMが運営を手掛けるeスポーツリーグ「INVリーグvol.2」の共催者を務める[12]。
- 4月 - INVERSE E-SPORTS TEAMが運営を手掛け、SDGsをより身近な問題であることを考えてもらうきっかけづくりであるフォートナイトのeスポーツリーグ「INVリーグ SDGs」の共催者を務める[13][14][15][16][17]。

## 人物
日本のクリエイターであり、荒野行動のプロゲーマーとして活動していた。
荒野行動の引退後は、MildomやTwitterで「フォートナイト」のゲーム実況やプレゼント企画を行っている。